# Givairo Read
Givairo Read, né le 2 juin 2006 à Amsterdam aux Pays-Bas, est un footballeur néerlandais qui évolue au poste d'arrière droit au Feyenoord Rotterdam.

## Biographie

### En club
Né à Amsterdam aux Pays-Bas Givairo Read, à l'AVV Zeeburgia avant d'être formé par le FC Volendam. Il se révèle comme l'un des joueurs les plus prometteurs du centre de formation, étant souvent surclassé. Lors de la saison 2021-2022 il commence à jouer avec les moins de 16 ans, puis est promu avec les moins de 17 ans, puis les moins de 18 ans pour enfin intégrer l'équipe réserve du club où il est le plus jeune joueur. Arrière droit de formation, il est également testé à plusieurs autres postes, comme arrière gauche et en tant qu'ailier sur les deux côtés, ou encore en milieu offensif derrière les attaquants.
Il joue son premier match en professionnel avec ce club le 17 mars 2023 contre le Fortuna Sittard. Il entre en jeu et son équipe s'impose par deux buts à un.
Le 6 juin 2023, le Feyenoord Rotterdam annonce le recrutement de Read. Il doit dans un premier temps intégrer l'équipe des moins de 18 ans du club.
Le 13 septembre 2024, Read prolonge son contrat avec Feyenoord, étant désormais lié au club jusqu'en juin 2028.
Il joue son premier match en Ligue des Champions en étant titularisé face à l'AC Milan le 12 février 2025. Son équipe l'emporte par un but à zéro ce jour-là.
Read prolonge de nouveau son contrat avec le Feyenoord début avril 2025 après s'être montré à son avantage en équipe première. Il est cette fois lié au club jusqu'en juin 2029.

### En sélection
Givairo Read représente l'équipe des Pays-Bas des moins de 17 ans, jouant au total six matchs avec cette sélection entre 2022 et 2023.
Il est sélectionné avec l'équipe des Pays-Bas des moins de 19 ans pour participer au championnat d'Europe 2025. Les Pays-Bas se qualifient ensuite pour la finale du tournoi en battant la Roumanie par trois buts à un. Il est titulaire lors de cette rencontre,.

## Palmarès

### En sélection
Pays-Bas -19 ans